# Gà BE

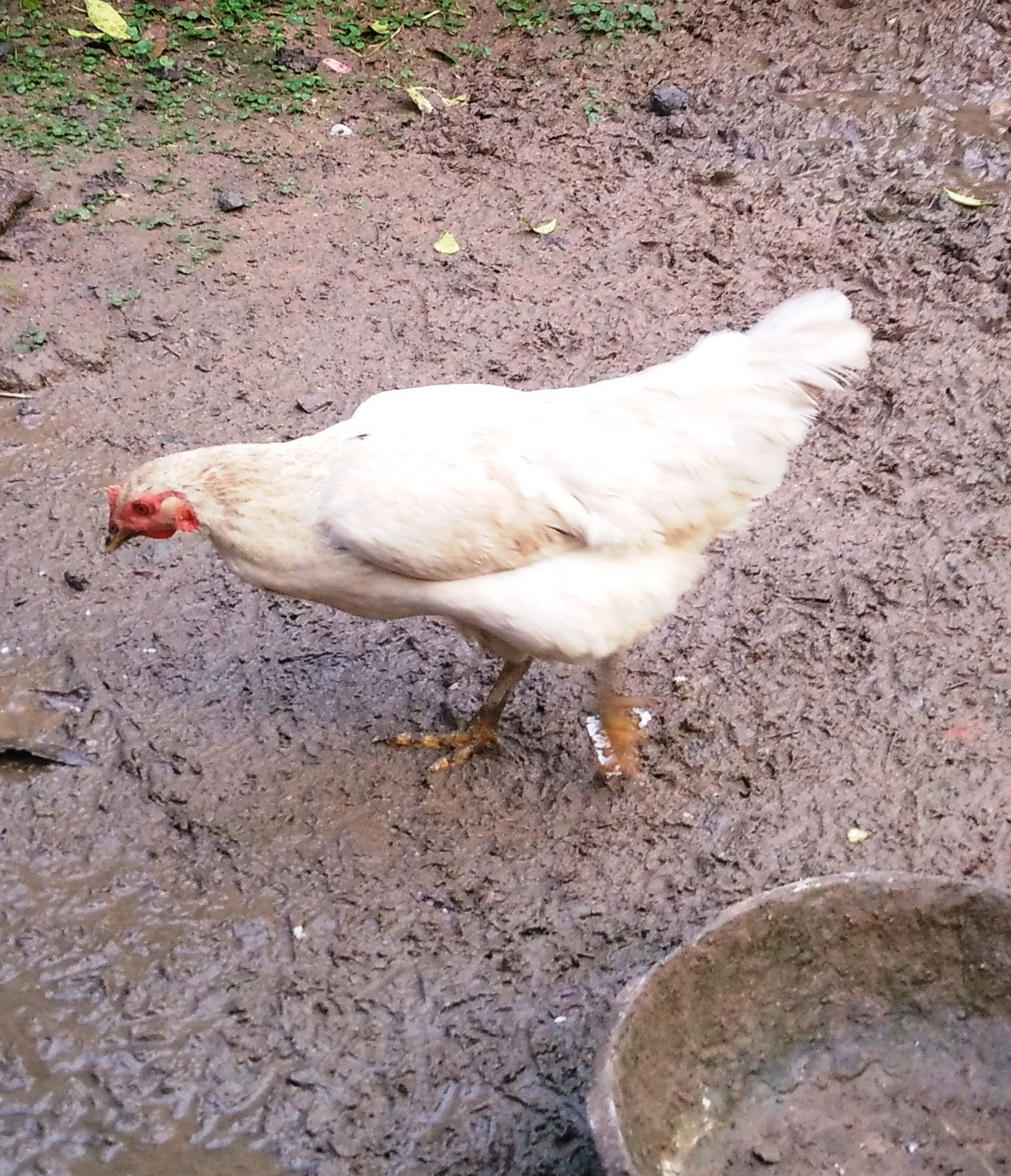
Gà BE lông trắng ở Việt Nam từ bộ giống do Cuba chuyển giao

Gà BE là giống gà công nghiệp lấy thịt cao sản có nguồn gốc từ Cu Ba. Gà giống BE là giống chuyên sản xuất thịt có năng suất cao. Bộ giống gà thuần chủng gồm 4 dòng: Hai dòng trống B1, E1 và hai dòng mái B4 và E3 của Cu Ba được nhập vào Việt Nam từ năm 1993 dưới sự hỗ trợ của các chuyên gia nông nghiệp của Cu Ba. Bốn dòng thuần giống gốc Bl, El, B4, E3 được nuôi giữ tại Xí nghiệp gà giống dòng thuần Tam Đảo.

## Đặc điểm
Gà dòng thuần có màu lông màu trắng, chân cao, mào cờ (mào đơn), thân hình cân đối, lườn và đùi tương đối phát triển. Khối lượng gà trống nặng 4,5–5 kg, gà mái nặng 3,5–4 kg/con, khả năng cho thịt thấp hơn gà AA, gà ISA Gà có năng suất cao, ưu thế rõ rệt khi được lai với các dòng gà mái khác. Gà đạt trọng lượng 2,1 kg sau 7 tuần nuôi. Gà BE88 có lông màu trắng, chân cao, mào cờ, thân hình cân đối, Sản lượng trứng 60 tuần tuổi 131quả. Chúng gồm 4 dòng thuần Bl, El, B4, E3.
Trong đó dòng Bl và El được dùng làm dòng trống có nguồn gốc từ giống Comish trắng. B4 và E3 là 2 dòng mái có nguồn gốc từ giống Plymouth trắng. Gà BE có ưu thế khi được lai với các dòng gà mái khác cho con lai thương phẩm hướng thịt. Nuôi 49 - 50 ngày, con mái có trọng lượng 2 - 2,2 kg, con trống đạt 2,1 - 2,3 kg. Gà mái mỗi năm cho 160 - 170 quả trứng. Công thức lai để tạo ra thương phẩm thịt BE 88 như sau: Gà bố mẹ dùng con trống BE 11 là con lai giữa hai dòng gà Cooc – nish, còn con mái BE43 là con lai giữa hai dòng gà Plymut. Gà dòng mẹ BE 43 cho đặc điểm di truyền liên kết giới tính, khi gà con mới nở, con trống mọc lông chậm, gà mái mọc lông nhanh. Do vậy, có thể phân biệt trống mái dễ dàng dựa trên tốc độ mọc lông. Toàn bộ gà mái được giữ lại làm giống, còn gà trống loại bỏ để nuôi gà thương phẩm. Gà broiler nuôi 8 tuần tuổi đạt 2,2 kg/con mái; 2,7 kg/con trống; tiêu tốn 2,16 kg thức ăn/kg tăng trọng. Tỷ lệ thân thịt 68,3%; tỷ lệ thịt ngực 14,3%; thịt đùi 23,9%.

## Các dòng

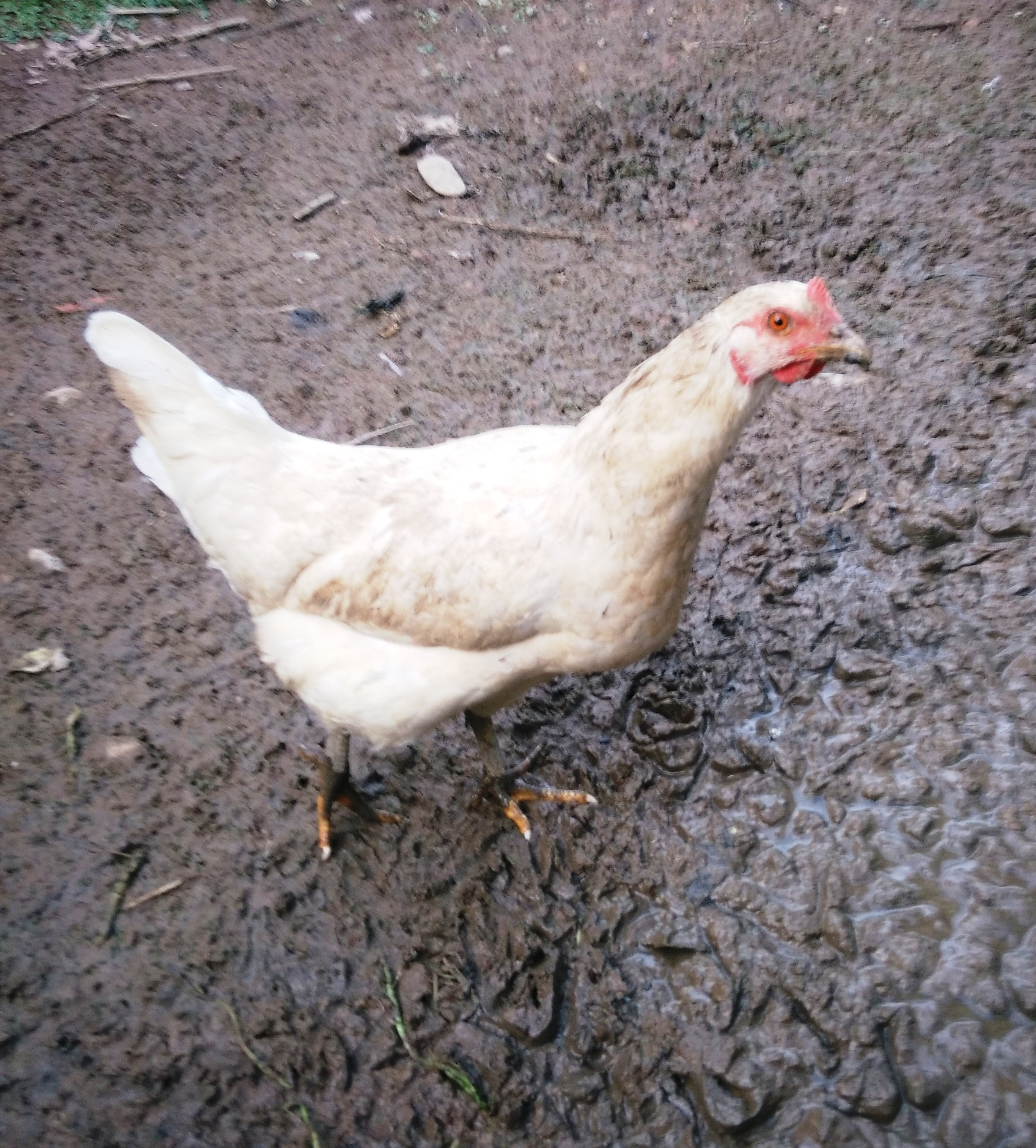
Gà BE con mái

Đặc điểm ngoại hình và sức sản xuất của các dòng gà như sau:
- Dòng B1: Toàn thân màu trắng, chân, mỏ, da màu vàng trắng. Lông thưa. Mào và tích tai phát triển màu đỏ. Ngực, đùi phát triển. Khối lượng sống lúc 35 ngày tuổi của con mái là 1,3 kg, của con trống là 1,5 kg, lúc vào đẻ (20 tuần tuổi) con trống 2,74 kg, con mái 2,48 kg. Lúc 40 tuần tuổi con trống 4,2 kg, con mái 3,52 kg. Sản lượng trứng 60 tuần tuổi 119 quả. Tỷ lệ nuôi sống đến 35 ngày tuổi 95%.
- Dòng E1: Toàn thân màu lông trắng. Ngực đùi phát triền, tốc độ mọc lông nhanh. Khối lượng cơ thể lúc 35 ngày tuổi của con trống đạt 1,4 kg, con mái đạt 1,22 kg, lúc 20 tuần tuổi con trống đạt 2,62 kg, con mái 2,42 kg. Sản lượng trứng 60 tuần tuổi là 119 quả/mái/năm. Tỷ lệ nuôi sống đến 35 ngày tuổi đạt 95%.
- Dòng B4: Màu lông trắng, thưa, tốc độ mọc lông nhanh. Khối lượng cơ thể lúc 35 ngày tuổi con trống đạt 1,29 kg, con mái đạt 1,07 kg, lúc 20 tuần tuổi con trống đạt 2,42 kg, con mái đạt 2,26 kg. Sản lượng trứng 60 tuần tuổi đạt 164 quả. Lúc 40 tuần tuổi con mái có khối lượng 3,4 kg, con trống 4,02 kg.
- Dòng E3: Màu lông trắng, thưa. Tốc độ mọc lông chậm. Khối lượng cơ thể lúc 35 ngày tuổi của gà trống là 1,28 kg, của gà mái là 1,12 kg, lúc 20 tuần tuổi của con trống đạt 2,4 kg, con mái đạt 2,2 kg. Lúc 40 tuần tuổi, con trống đạt 4,0 kg, con mái đạt 3,6 kg. Sản lượng trứng 60 tuần tuổi 131quả.

## Lai tạo
Để tạo gà lai thương phẩm (gà broiler) người ta áp dụng công thức lai, trong công thức lai. Gà bố mẹ BE11 x BE34 cho con lai thương phẩm thịt có 4 dòng BE1134. Trọng lượng gà ở 49 ngày tuổi, con trống trung bình nặng 2,3 kg, con mái 2,15 kg. Sản lượng trứng bình quân 170 quả/mái/năm. Giống gà BE88 được giữ giống thuần, tạo ra con mái lai với gà trống cao sản hơn để tạo ra số gà thương phẩm nhiều dòng và tăng khối lượng nhanh hơn gà thịt BE1134.
Gà broiler BE1134 và BE1143 có khối lượng cơ thể xấp xỉ nhau qua các tuần tuổi. Lúc 49 ngày tuổi con trống đạt 2,4 kg, con mái đạt 2,1 kg. Tiêu tốn thức ăn cho 1 kg tăng trọng 2,1 – 2,2 kg. Tỷ lệ nuôi sống đến 49 ngày tuổi đạt 95 – 96%. So Với gà Hybro (HV85), giống gà BE88 có năng suất thịt cao hơn. Trong sản xuất gà thịt, những năm gần đây, các dòng trống B1 và E1 còn được sử dụng để lai với gà mái nền V35 hoặc V53 để tạo con lai nuôi thịt vừa có sức sống cao, vừa tiêu tốn thức ăn thấp, tăng trọng nhanh. Khi lai dòng E3 và B4 tạo nên con lai Broiler nặng 2,2 kg lúc 7 tuần tuổi. Gà có màu lông trắng tuyền, tốc độ mọc lông nhanh.
Trong công thức này không phân biệt được trống, máiqua tốc độ mọc lông ở tổ hợp lai BE34. Gà broiler BE1134 và BE1143 có khối lượng cơ thể xấp xỉ nhau qua các tuần tuổi. Lúc 49 ngày tuổi con trống đạt 2,4 kg, con mái đạt 2,1 kg. Tiêu tốn thức ăn cho 1 kg tăng trọng 2,1 - 2,2 kg.Tỷ lệ nuôi sống đến 49 ngày tuổi đạt 95 - 96%. So Với gà Hybro (HV85),giống gà BE88 có năng suất thịt cao hơn. Trong sản xuất gà thịt, những năm gần đây, các dòng trống B1 và E1 còn được sử dụng để lai với gà mái nềnV35 hoặc V53 để tạo con lai nuôi thịt vừa có sức sống cao, vừa tiêu tốn thức ăn thấp, tăng trọng nhanh.